# Barauni IOC Township
Barauni IOC Township là một thị trấn thống kê (census town) của quận Begusarai thuộc bang Bihar, Ấn Độ.

## Nhân khẩu
Theo điều tra dân số năm 2001 của Ấn Độ, Barauni IOC Township có dân số 13.825 người. Phái nam chiếm 55% tổng số dân và phái nữ chiếm 45%. Barauni IOC Township có tỷ lệ 77% biết đọc biết viết, cao hơn tỷ lệ trung bình toàn quốc là 59,5%: tỷ lệ cho phái nam là 82%, và tỷ lệ cho phái nữ là 71%. Tại Barauni IOC Township, 13% dân số nhỏ hơn 6 tuổi.